# Palos Verdes
Palos Verdes es un grupo de prósperas ciudades costeras en la Palos Verdes Hills en la península de Palos Verdes, en el suroeste de condado de Los Ángeles en el estado de California. Las ciudades de la península de Palos Verdes incluyen Palos Verdes Estates, Rancho Palos Verdes, Rolling Hills y Rolling Hills Estates
La península —que sobresale en el océano Pacífico— es una comunidad próspera conocida por sus espectaculares vistas al mar y a la ciudad desde las colinas de Palos Verdes, escuelas distinguidas,
largos senderos de paso de caballos de equitación,
y mansiones de altos precios.

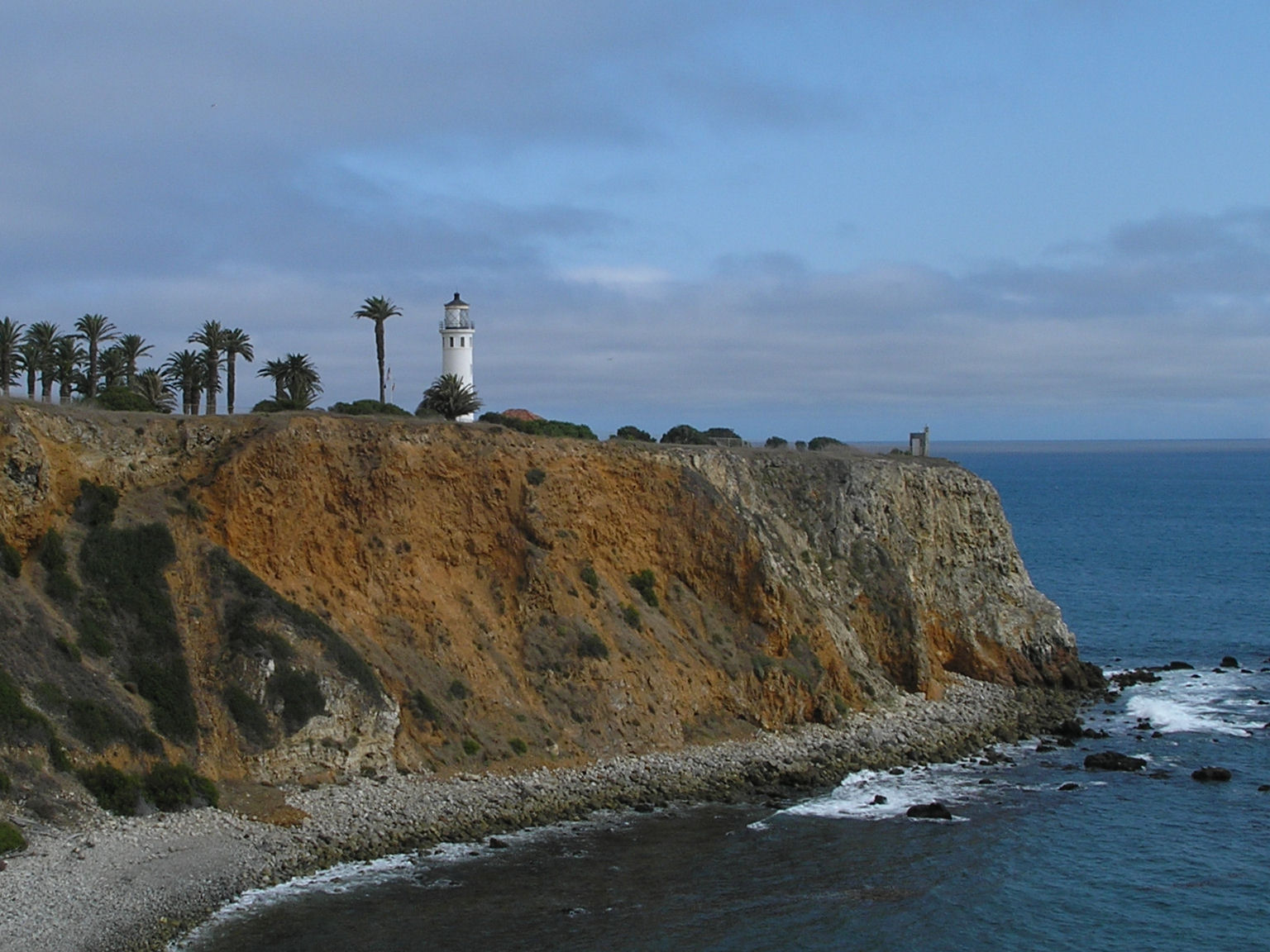
El faro "Point Vicente Lighthouse"
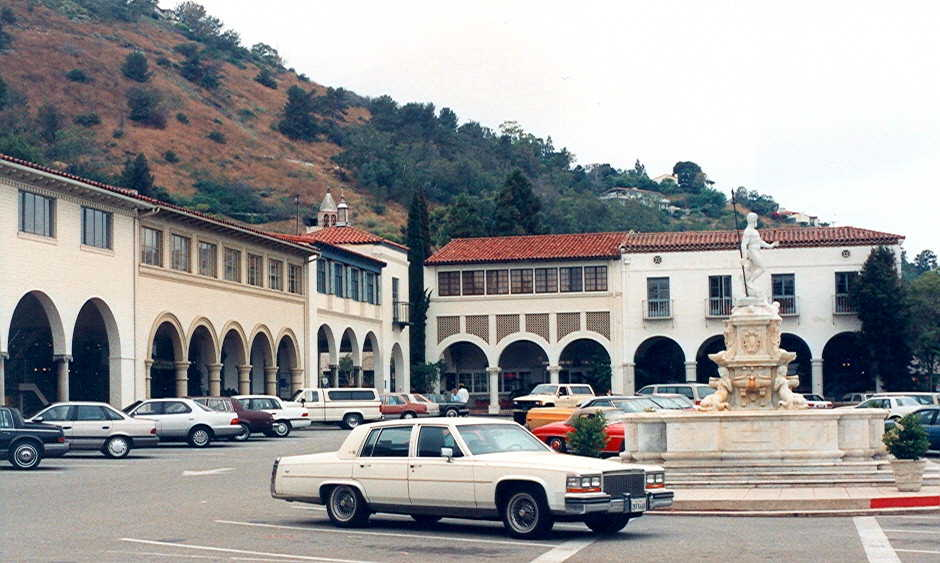
La histórica "Malaga Cove Plaza", en Palos Verdes Estates.
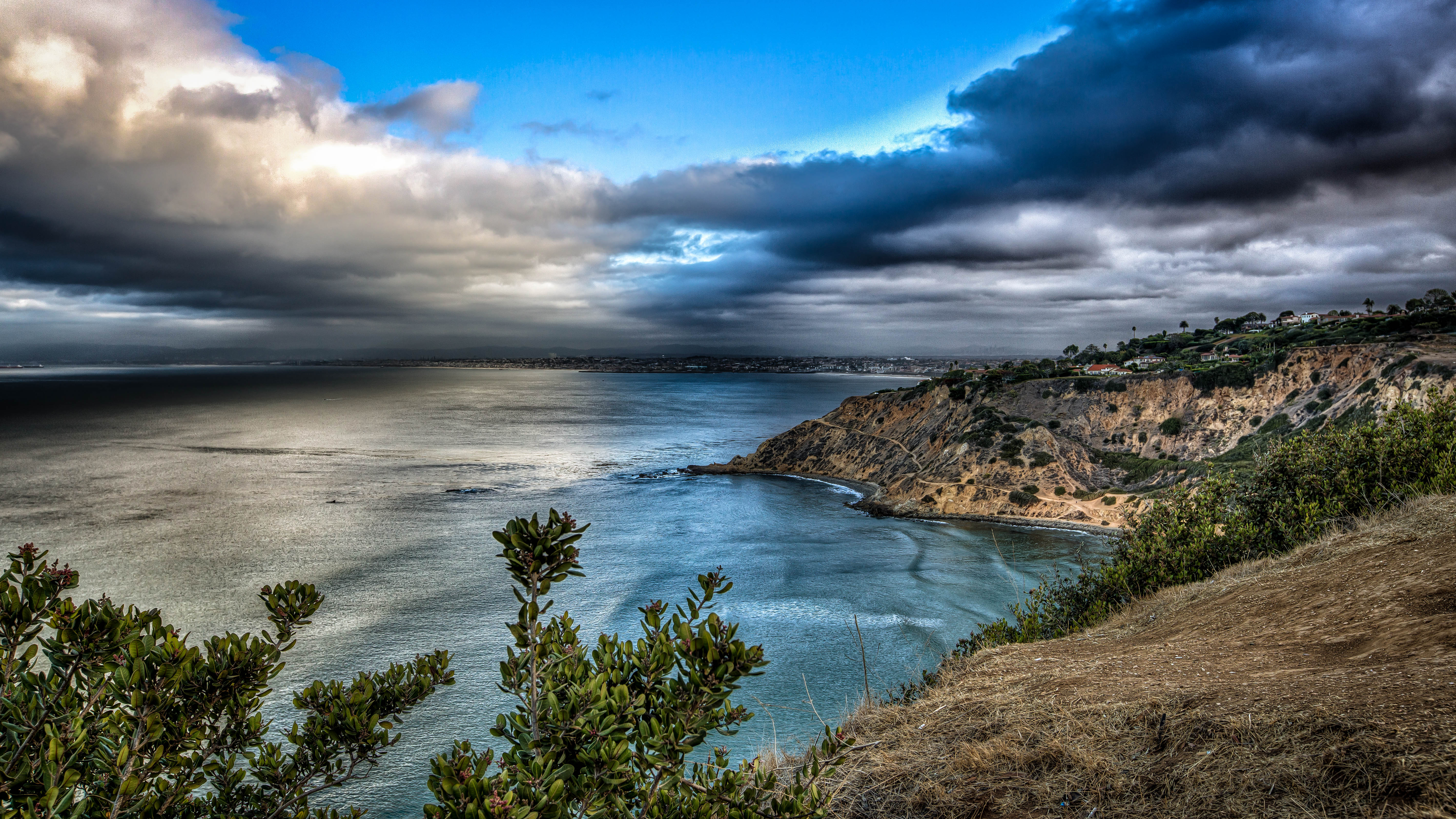
Vista de la linea de costa por Rancho Palos Verdes

## Parques y zonas de ocio
- South Coast Botanic Garden - jardín botánico paisajista, sede de eventos, y arboretum de 35 hectáreas (87 acres) con más de 150.000 plantas de jardín y árboles de aproximadamente 140 familias, 700 géneros y 2.000 especies diferentes. Es un ejemplo clásico de reciclaje de la tierra mediante la reivindicación de un sitio que antes era un vertedero sanitario y antes incluso fue una mina a cielo abierto de diatomita desde 1929 hasta 1956.[4]
- Point Vicente Park es un lugar popular para Avistamiento de la migración de la ballena gris desde y hacia su laguna de cría en Baja California.
- El Museo Militar Fort MacArthur, que se encuentra cerca de Point Fermin en San Pedro, Los Ángeles.
- Los senderos "Del Cerro Park" que es un popular sendero al final de la "Crenshaw Road".

La zona es frecuentada por corredores, caminantes, jinetes a caballo, ornitólogos, surfistas, buceadores, pescadores y ciclistas. En su territorio se hallan varios campos de golf y clubes de campo. Además, en esta zona se solían reunir bañistas nudistas que tomaban el sol desnudos en "Sacreds Cove" (o "Smugglers Cove") hasta la ciudad de Rancho Palos Verdes. Sin embargo, el consistorio promulgó una ordenanza en 1994, que puso fin a dicho uso de esa playa.
Los infames lugares de surf Palos Verdes han estado en el centro de atención muchas veces por cuestiones de "localismo de Surf". El más notorio punto de surf en Palos Verdes es "Lunada Bay", que puede contener cualquier evento de invierno y se sabe que ha rivalizado con "Sunset Beach" de Hawái en un gran día. El localismo en Palos Verdes alcanzó un punto de inflexión en 2001, cuando una demanda de derechos civiles fue presentada después de una confrontación particularmente violenta entre los surfistas de Hermosa Beach. Cámaras de vigilancia fueron colocadas en la zona de surf pero posteriormente fueron eliminados.

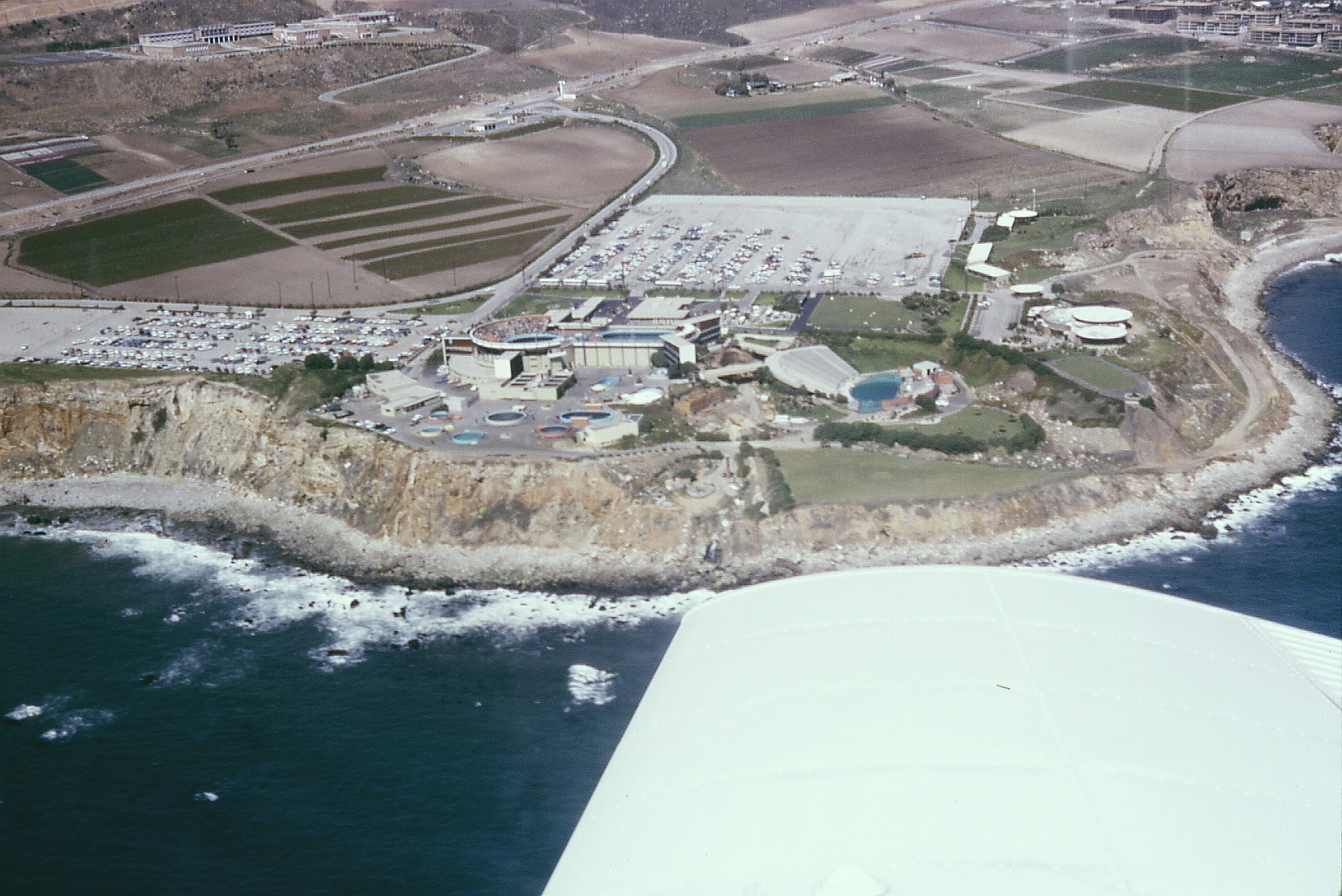
Vista aérea del parque zoo acuático "Marineland of the Pacific", en 1965, ubicado en la península Palos Verdes.

El "Trump National Golf Club" es un complejo de ocio de Donald Trump con un campo de golf en el "Ocean Trails cliffs" en los acantilados sobre el océano Pacífico. El hoyo 18 del campo de golf antes fue víctima de un deslizamiento de tierra causado por una fuga en las tuberías sanitarias por debajo de ella. Trump ha sido fuertemente criticado por la mala gesrión de la propiedad, incluyendo el despido de los empleados "en masa", no mantenerse en los negocios, y los locales molestos con la construcción innecesaria y / o no aprobado. En el verano de 2006, la Organización Trump construyó ilegalmente un mástil de 70 pies, pero se le permitió conservarlo después de una votación del Consejo de Ciudad.
El zoo parque acuático "Marineland of the Pacific" ubicado cerca de "Portuguese Bend" que en 1987, cuando fue comprado por los propietarios de SeaWorld San Diego. Los nuevos propietarios trasladaron a las populares ballenas asesinas y otros animales a sus instalaciones de San Diego y de repente cerraron Marineland. Actualmente alberga "Terranea", un complejo vacacional de lujo frente al océano.
Hay numerosas reservas naturales en Palos Verdes, lo que contribuye a conformar una propiedad natural única en la zona. Entre ellas se encuentran "Palos Verdes Estates Shoreline Preserve", "Agua Amarga Reserve", y "Portuguese Bend Reserve". Las reservas contienen hábitat costeros de matorrales de salvia, una comunidad de arbustos resistentes a la sequía y plantas con fragantes flores. En agosto de 2009, un incendio quemó aproximadamente 165 hectáreas de la "Portuguese Bend Reserve". Como resultado, en los últimos años, se ha hecho una restauración para volver a instalar las plantas y animales nativos de la zona.

## Plantas Nativas
- Suculentas[10]
- Árboles[10]
- Arbustos[10]
- Parras[10]
- Plantas herbáceas: Mustard Plant[10]

## Animales nativos
- La mariposa endémica Palos Verdes Blue

## Residentes notables
| Deportistas - Tracy Austin, la ex No. 1 del mundo, jugadora profesional de tenis femenino - Christen Press, United States women's national soccer team - Pete Sampras (ex gran tenista) - Lindsay Davenport, 3 veces Grand Slam ganador y ex Mundial de tenis No. 1 - Figura patinador Michelle Kwan - El entrenador en jefe Pete Carroll del equipo Seattle Seahawks - Antiguo residente Joe Montana, del San Francisco 49ers vivió en Palos Verdes Estates durante la temporada baja. - Jugador de baloncesto Luke Walton; - Jugador de baloncesto Pau Gasol; - Jugador de baloncesto Sasha Vujačić de los New Jersey Nets - Antiguo jugador de baloncesto Elden Campbell - UFC Middleweight Champion Anderson Silva - Luchador profesional John Morrison | Mundo del espectáculo - George Takei famoso por su trabajo como Hikaru Sulu en Star Trek - Chester Bennington vocalista de Linkin Park - Antiguo residente Chuck Norris, del famoso Walker, Texas Ranger, posee varias propiedades en la región - Músico Gary Wright - Músico Glenn Hughes - El escritor de éxito y neurocientífico Daniel Levitin - Mårten Andersson bajista y compositor de canciones con las bandas de hard rock Lizzy Borden y Lynch Mob - Juan Croucier bajista y compositor de las bandas Ratt y Dokken - Actor Michael Dudikoff - Actor Erik Estrada, de CHiPs - Actor Richard Lynch - Autor, actor y director de cine Scott Shaw - Modelo y actriz Coco Austin, esposa del rapero Ice T - Los coreógrafos del U.S. National Dancesport Champions (Professional Standard) y So You Think You Can Dance Heather Smith y Victor Veyrasset | Otros - Frank A. Vanderlip el padre de Palos Verdes. - La familia Scharffenberger de Scharffen Berger Chocolates y de Scharffenberger Cellars Winery. - Christopher Boyce y Andrew Daulton Lee, quienes vendieron secretos de Estados Unidos a los soviéticos y fueron retratados en el libro y la película The Falcon and the Snowman - Modelo de Billboard Angelyne - Billonario John Tu - Kamyar Kalantar-Zadeh, científico médico y defensor de la hipótesis de la epidemiología inversa - Periodista, activista político, y negador del Holocausto Willis Carto - Galorath Inc. CEO y Presidente Dan Galorath - Natalie Pack, concursante de la temporada 12 de America's Next Top Model y Miss California USA de 2012 |